# Virginie Duby-Muller
Pour les articles homonymes, voir Duby et Muller.
Virginie Duby-Muller, née le 16 août 1979 à Bonneville (Haute-Savoie), est une femme politique française.
Membre de l'Union pour un mouvement populaire puis des Républicains, elle est élue députée dans la 4e circonscription de la Haute-Savoie lors des élections législatives de 2012, réélue en 2017, en 2022, puis 2024. 
Elle est également conseillère départementale de la Haute-Savoie depuis 2015, réélue en 2021,  représentant le canton de Saint-Julien-en-Genevois avec Christian Monteil (de 2015 à 2021) puis Gérard Lambert (depuis 2021). Elle en a été la vice-présidente chargée des Affaires transfrontalières et européennes (jusqu’en 2017 en raison de la loi sur le cumul des mandats).
Elle est conseillère régionale de Rhône-Alpes de 2012 à 2015, et conseillère municipale de Scionzier de 2008 à 2012.

## Biographie

### Famille et jeunesse
Aînée d'une fratrie de trois enfants, Virginie Duby-Muller naît d'un père chef d'entreprise et d'une mère cadre supérieure infirmière.

### Études
Après des études à Scionzier, au collège Jean-Jacques Gallay[réf. nécessaire], puis au lycée Charles Poncet à Cluses, où elle obtient un baccalauréat ES, Virginie Duby-Muller poursuit ensuite ses études à Sciences Po Grenoble,, section service public. Elle effectue son stage de deuxième année à la Mission scientifique et technologique du Consulat général de France à San Francisco. Elle  est diplômée en 2000 puis obtient un Diplôme d'études supérieures spécialisées (DESS) Économiste d’entreprise en 2001,. Elle a aussi suivi le Cycle de formation supérieure aux questions internationales stratégiques de l’Institut de relations internationales et stratégiques (IRIS) dirigé par Pascal Boniface en 2004-2005[réf. nécessaire].
Elle est auditeur de la 3e session nationale de l'Institut des hautes études de défense nationale (cycle 2023-2024) au sein de la 6e majeure « souveraineté numérique et cybersécurité ».

### Parcours professionnel et politique

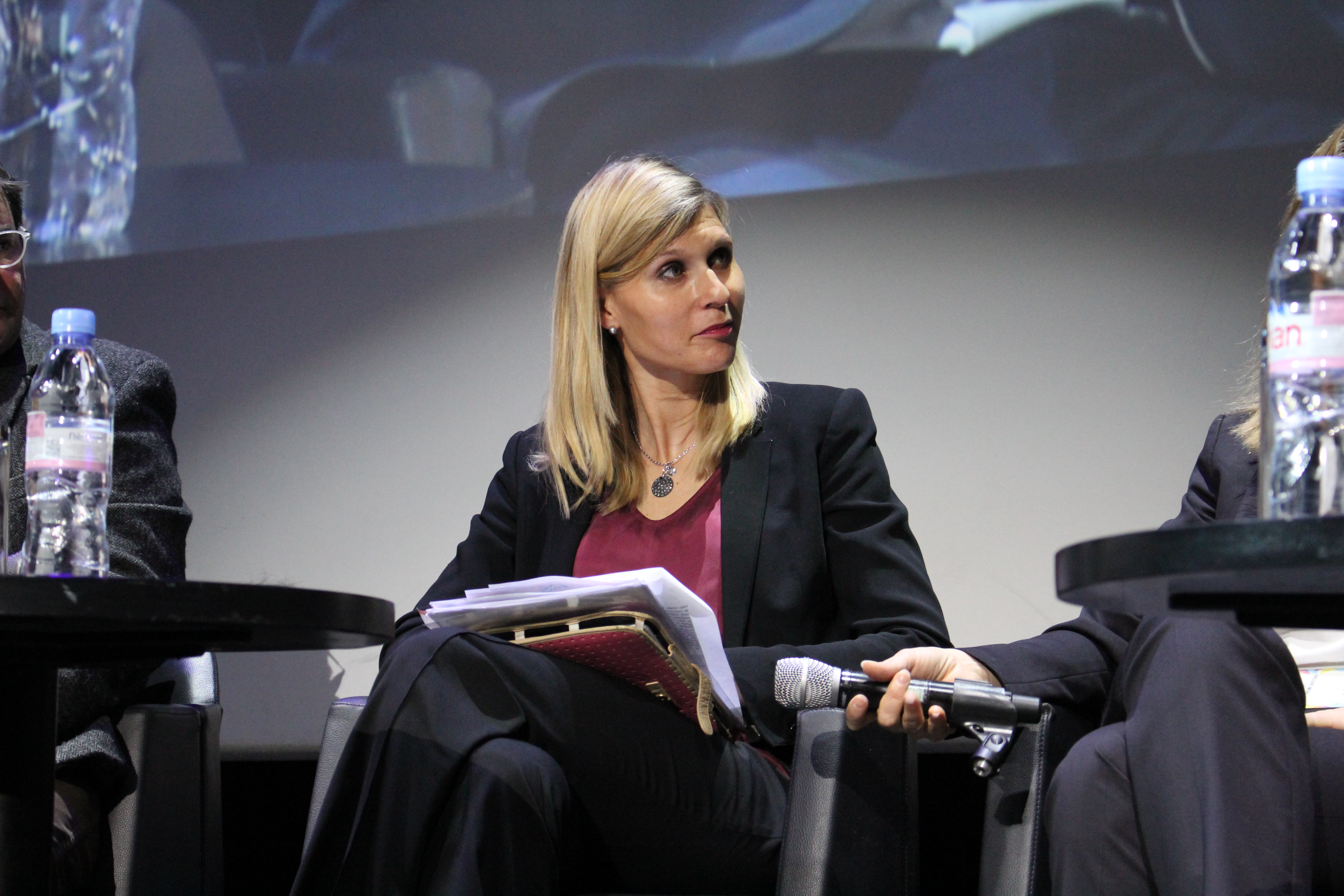
Virginie Duby-Muller en 2015.

En 1997, après la dissolution de l’Assemblée nationale par Jacques Chirac et le retour au pouvoir des socialistes, âgée de 18 ans, Virginie Duby-Muller décide de prendre sa carte au Rassemblement pour la République (RPR),. Pendant ses études, elle s’engage dans le syndicat universitaire UNI et est élue au conseil d’administration de Sciences Po Grenoble en 1998 puis à la Commission de la formation et de la vie universitaire (CEVU) de l’université Pierre-Mendès-France en 2001[réf. nécessaire]. Elle a été aussi responsable départementale des Jeunes UMP, organisant l'université d'été des Jeunes Populaires à Avoriaz en 2004.
De 2002 à 2007, elle est la collaboratrice parlementaire de députés à Paris : d’abord de Jean-Marc Chavanne, puis de son suppléant Marc Francina, député-maire d’Évian-les-Bains, et de Jean-Pierre Le Ridant, député de la Loire-Atlantique[réf. souhaitée]. De 2007 à juin 2012, elle est responsable de la permanence parlementaire de Claude Birraux,, député sortant et conseiller général, à Annemasse. Elle devient, par ailleurs, sa suppléante au conseil général en mars 2008 et entre au conseil municipal de Scionzier,.
Elle est élue député de la quatrième circonscription de la Haute-Savoie lors des législatives, en s'imposant le 17 juin 2012 avec 55,5% des voix au second tour face au maire d'Ambilly, le socialiste Guillaume Mathelier[réf. souhaitée]. Elle succède ainsi à Claude Birraux.
En 2013, elle intègre la réserve citoyenne de la gendarmerie au grade de colonel.
Au sein de l'Assemblée nationale, elle siège à la Commission des Affaires culturelles et de l'Éducation. Elle est membre des Cadets-Bourbon, groupe de nouveaux députés UMP de moins de quarante ans créé par Julien Aubert. Elle dépose une proposition de loi, examinée par l'Assemblée nationale mais rejetée par la majorité, pour rendre obligatoire en France la déclaration de domicile, visant les Suisses résidant majoritairement en France sans se déclarer en résidence principale[réf. nécessaire]. Elle s’est également opposée à la fin du droit d’option en matière d’assurance maladie pour les travailleurs frontaliers.
En octobre 2014, elle rejoint l'équipe de Nicolas Sarkozy pour la présidence de l'UMP. Le 12 novembre suivant, celui-ci la nomme secrétaire nationale de l'UMP chargée de la parité dans le mouvement. Lors du congrès fondateur du mouvement Les Républicains le 30 mai 2015, elle entre au bureau politique. Elle devient alors secrétaire national chargée de l'économie numérique. En février 2016, elle accède aux fonctions de déléguée générale chargée du numérique au sein des Républicains.
Lors des élections départementales de 2015, elle obtient au premier tour 42,74 % des suffrages exprimés avec son binôme Christian Monteil sur le canton de Saint-Julien-en-Genevois (regroupant les anciens cantons de Saint-Julien, Frangy et Seyssel), et bat le maire de Saint-Julien-en Genevois, Antoine Vielliard. Virginie Duby-Muller et Christian Monteil sont élus le 29 mars avec 75,7 % des voix au 2e tour, face au Front national. Conformément à ses engagements, elle démissionne de son mandat régional[réf. nécessaire]. Le 2 avril, Christian Monteil est réélu président du conseil départemental de la Haute-Savoie et Virginie Duby-Muller comme vice-présidente, chargée des affaires transfrontalières et européennes. Le 3 décembre suivant, elle est élue présidente du Conseil du Léman pour deux ans à compter du 1er janvier 2016, succédant à Jacques Melly, président du Conseil d'État du Valais.
Elle soutient Nicolas Sarkozy pour la primaire présidentielle des Républicains de 2016. Dans le cadre de sa campagne, elle est nommée conseillère politique[réf. nécessaire].
Le 2 mars 2017, dans le cadre de l'affaire Fillon, elle appelle, avec d'autres élus, le candidat à l'élection présidentielle François Fillon à prendre ses responsabilités et de se retirer.
En 2017, elle parraine Laurent Wauquiez, candidat à la présidence de LR, et devient sa porte-parole pour la campagne[réf. nécessaire]. Le 10 décembre à l'issue du premier tour du congrès des Républicains, Laurent Wauquiez est élu président du parti. Le 13 décembre, elle devient membre de l'équipe dirigeante et est nommée secrétaire générale adjointe des Républicains chargée des fédérations.
Elle est élue présidente de la fédération Les Républicains de la Haute-Savoie en octobre 2018, puis réélue en avril 2021. Le 23 octobre 2019, elle est nommée vice-présidente du parti Les Républicains, dans l'équipe dirigeante du nouveau président des Républicains, Christian Jacob.
En juin 2021, Virginie Duby-Muller se présente de nouveau aux élections départementales pour le canton de Saint-Julien-en-Genevois, aux côtés de Gérard Lambert, maire de Seyssel et vice-président de la communauté de communes Usses et Rhône. Ils obtiennent 61,59 % des voix au premier tour et remportent l'élection au second tour avec 69,79 % des voix . Elle se porte candidate face à Martial Saddier pour la présidence du conseil départemental, mais est battue avec deux voix d’écart. Elle est nommée « conseiller auprès du président en charge des affaires frontalières » et Gérard Lambert « conseiller auprès du président en charge de l’alimentation ».
Elle fait partie des dix porte-paroles de la campagne de Xavier Bertrand pour l'élection présidentielle de 2022.

## Députée
Elle se représente aux élections législatives de 2017 et obtient au deuxième tour le score de 54,70 % avec son suppléant Jean-Paul Bosland (maire de Gaillard, vice-président d'Annemasse Agglo et conseiller régional), face à la candidate Laura Devin de La République en marche. Elle est membre de la commission des Affaires culturelles et de l'Éducation et de la délégation aux droits des femmes et à l'égalité des chances.
Elle démissionne de son poste de vice-président du conseil départemental conformément à la loi sur le cumul des mandats.
Elle est élue première vice-présidente du groupe Les Républicains à l'Assemblée nationale[réf. souhaitée].
Candidate à sa succession, elle arrive en tête à l'issue du premier tour des élections législatives de 2022. Opposée au candidat de la Nupes, Valérian Vervoort, Virginie Duby-Muller est réélue avec 66,92 % des voix, arrivant en tête dans l'ensemble des 53 communes de la quatrième circonscription de la Haute-Savoie.
Elle fait partie selon Le Figaro d'un groupe informel de députés LR œuvrant à un rapprochement avec Emmanuel Macron.
À la suite de la dissolution de l'Assemblée nationale le 9 juin 2024, elle est réélue le 7 juillet 2024 avec 68,89 % des voix face à la candidate du Rassemblement national (RN), la coalition Ensemble ayant décidé de ne présenter personne face à elle et la candidate PS-NFP s'étant désistée.

## Synthèse des mandats et fonctions

### Mandats actuels
- Députée de la Haute-Savoie depuis le 17 juin 2012
- Conseillère départementale du canton de Saint-Julien-en-Genevois / Frangy / Seyssel avec Gérard Lambert
- Vice-présidente des Républicains.

### Anciens mandats
- Vice-présidente du conseil départemental de la Haute-Savoie chargée des affaires transfrontalières et européennes 2 avril 2015 au 11 juillet 2017
- Présidente du Conseil du Léman[réf. souhaitée]
- Présidente du SMAG (Syndicat mixte d'aménagement du Genevois) de mai 2015 à décembre 2016[29]
- Conseillère régionale de juillet 2012 à avril 2015
- Suppléante de Claude Birraux, conseiller général du canton Annemasse-Sud : de mars 2008 à mars 2015
- Conseillère municipale de Scionzier de 2008 à 2012